# هورا سواتهو شبستیانا
هورا سواتهو شبستیانا (به چکی: Hora Svatého Šebestiána) یک منطقهٔ مسکونی در جمهوری چک است که در ناحیه خوموتوو واقع شده‌است. هورا سواتهو شبستیانا ۳۴٫۴ کیلومتر مربع مساحت و ۲۷۶ نفر جمعیت دارد و ۸۴۳ متر بالاتر از سطح دریا واقع شده‌است.